# Furkajoch
Furkajoch är ett bergspass i Österrike.   Det ligger i distriktet Feldkirch och förbundslandet Vorarlberg, i den västra delen av landet, 500 km väster om huvudstaden Wien. Furkajoch ligger 1 759 meter över havet.